# Philippe Halsman
Philippe Halsman (rusko Филипп Халсман; latvijsko Filips Halsmans), ameriški fotograf, * 2. maj 1906, Riga, Ruski imperij, † 25. junij 1979, New York.
Znan je kot eden najbolj inovativnih in originalnih portretnih fotografov 20. stoletja.

## Življenje in delo
Philippe je bil rojen v judovski družini očetu Morduchu (Maxu) Halsmanu, zobozdravniku, in materi Iti Grintuch, ravnateljici gimnazije v Rigi. Študiral je elektrotehniko v Dresdnu. 
V septembru leta 1928 je Philippe skupaj z očetom Murdochom odšel planinarit v avstrijske Alpe. Oče se je med planinarjenjem poškodoval in umrl zaradi številnih poškodb glave. Okoliščine dogodka niso bile nikoli povsem pojasnjene in Halsman je bil posledično štiri leta zaprt zaradi domnevnega umora očeta. Primer je izzval protijudovsko propagando in dosegel pozornost mednarodne javnosti, v podporo Halsmanu sta se izrazila tudi Albert Einstein in Thomas Mann. Halsman je bil leta 1931 izpuščen pod pogojem, da v javno dobro zapusti Avstrijo in se nikoli več ne vrne nazaj.
Halsman je iz Avstrije odšl v Francijo, kjer je pričel sodelovati z modnimi revijami kot je npr. 
Vogue in kmalu postal znan kot eden najboljših fotografov v Franciji, prepoznaven po svojih ostrih in natančno obrezanih fotografijah, ki so odražale odklon od starega načina t. i. videza mehkega fokusa. Ko je bila Francija napadena, je Halsman pobegnil v Marseille in kasneje uspešno pridobil ameriški vizum, ki ga naj bi podprl družinski prijatelj Albert Einstein (ki ga je leta 1947 upodobil na slavnem portretu). 
Svoj prvi uspeh je Halsman zabeležil, ko je kozmetično podjetje Elizabeth Arden uporabilo njegovo fotografijo modela Constance Ford na ameriški zastavi v oglaševalski kampanji za šminko imenovano "Victory Red". Leto kasneje, 1942 je pričel sodelovati z revijo Life, kjer je fotografiral nove modele klobukov. Ena od fotografij, portret manekenke, ki nosi klobuk Lilly Daché, je postala prva izmed njegovih številnih fotografij ki so krasile naslovnico revije Life.